# Christelle Vuanga
Christelle Vuanga Mukongo, née le 28 octobre 1987 à Kinshasa, est députée nationale et présidente de la commission genre, famille et enfants de l’Assemblée nationale de la république démocratique du Congo. Elle est élue de la circonscription de Funa (Kinshasa II) en 2018,,,,,.

## Biographie
Christelle Vuanga Mukongo est journaliste de formation et défenseure des droits de la femme faible,. En 2009, elle obtient son diplôme de graduat à l'Institut Facultaire des Sciences de l'Information et de la Communication,. Dès son jeune âge, elle croit toujours à l'abolition de la peine de mort et fait voter la loi portant abolition de la peine de mort une fois élue du peuple.         

## Carrière politique
En 2018, élue députée nationale, elle a sa carte au parti alliance des mouvements du Kongo de Moise Katumbi faisant partie de la coalition Lamuka.            
En 2024, après publication des résultats provisoires des élections législatives du 20 décembre 2023, elle est réélue député national dans le district de Funa.            
En 2019, élue Présidente de la commission des droits de l'homme à l’Assemblée nationale, elle est parmi les députés qui ont lutté pour l'instauration de cette commission au parlement.                       
Après le basculement de la majorité parlementaire, le parti Ensemble pour la république de Moise Katumbi adhère à l'union sacrée de la nation, elle devient le présidente de la commission femmes, genre, famille et enfant de l'Assemblée nationale où elle trouve également un réseau des parlementaires abolitionnistes, elle s'y intègre pour mener la lutte à l'intérieur de cette institution et par son engagement elle devient présidente de ce réseau.                       
Elle est initiatrice du parlement rose, qui consiste à donner la parole chaque année aux femmes de toutes les catégories sociales devant la représentation nationale, dont la première édition se tient le vendredi 2 avril 2021 et la deuxième le 9 avril 2022,.                       
Elle obtient, le 6 mars 2022 en Belgique, le prix Marie Muilu Kiawanga Nzitani.